# Ronde van Marmara
De Ronde van Marmara was een meerdaagse wielerwedstrijd in Turkije, die in 2010 en 2011 werd verreden in de Marmararegio en deel uitmaakte van de UCI Europe Tour. De editie van 2012 werd afgelast waarna de wedstrijd van de kalender verdween.

## Lijst van winnaars

### Overwinningen per land
| Overwinningen | Land    |
| ------------- | ------- |
| 2             | Turkije |